# Max Hofmeister
Max Hofmeister   (Leoben, 22 de març de 1913 - Leoben, 12 d'abril de 2000) fou un futbolista austríac que va competir durant les dècades de 1930 i 1940.
El 1936 va prendre part en els Jocs Olímpics d'Estiu de Berlín, on guanyà la medalla de plata en la competició de futbol. A nivell de clubs jugà al WSV Donawitz i SK Hertha Wels, abans d'acabar la seva carrera com a jugador-entrenador a l'ATSV Sattledt.